# 소성중학교
소성중학교(所聲中學校)는 대한민국 전북특별자치도 정읍시 소성면 등계리에 있는 공립 중학교이다.

## 학교 연혁
- 1962년 12월 2일 : 소성중학교 설립 인가
- 1970년 5월 12일 : 개교 및 입학식
- 1976년 2월 8일 : 12학급 인가
- 2024년 1월 5일 : 제52회 졸업식(6명 졸업, 총 4,264명 졸업)
- 2024년 3월 1일 : 제19대 박종산 교장 부임
- 2024년 3월 4일 : 입학식(4명 입학)

## 참고 자료
- 소성중학교 - 한국교육학술정보원 학교알리미